# Marcus Antonsson
Carl Marcus Christer Antonsson (* 8. Mai 1991 in Halmstad) ist ein schwedischer Fußballspieler.

## Karriere
Antonsson begann mit dem Fußballspielen bei Unnaryds GoIF. 2009 wechselte er zu Halmstads BK und spielte dort noch ein Jahr in der Jugend. 2010 debütierte er als Einwechselspieler in der Allsvenskan, aber erst nach dem Abstieg in die Superettan kam er in der Spielzeit 2012 zum Einsatz. Nach dem Wiederaufstieg pendelte er zwischen Ersatzbank und Startelf, sodass er Anfang Dezember 2014 zum Ligakonkurrenten Kalmar FF wechselte.  Zur Sommerpause 2016 wechselte Antonsson zum englischen Zweitligisten Leeds United und unterschrieb dort einen Vertrag mit Gültigkeit bis 2019. Nach einer Saison ging er für ein Jahr auf Leihbasis zu den Blackburn Rovers in die Football League One. Am 14. August 2018 wechselte Antonsson zu Malmö FF und unterschrieb einen Dreijahresvertrag. 2020 ging er für drei Monate leihweise zu Stabæk Fotball nach Norwegen und in der Saison 2021 wurde er komplett an Halmstads BK verliehen. Zur Saison 2022 wechselte Antonsson zum Erstliga-Aufsteiger IFK Värnamo. Dort schoss er 20 Treffer in 30 Ligaspielen und hatte damit großen Anteil am Klassenerhalt des Vereins. Am 26. Januar gab dann Al-Adalah FC aus der Saudi Professional League die Verpflichtung des Stürmers bekannt.
Im Juni 2023 wurde bekannt, dass Antonsson einen 2-Jahres-Vertrag bei den Western Sydney Wanderers unterzeichnete. In der Saison 23/24 spielte Marcus Antonsson 25 Spiele für den australischen A-League Verein und erzielte dort insgesamt 5 Tore.
Zur Saison 25/26 wechselt Marcus Antonsson ablösefrei in die schwedische Allsvenskan wechseln. Er läuft dort zukünftig für IFK Värnamo auf, wo er bereits zur Saison 21/22 spielte.

## Erfolge
- Schwedischer Meister: 2020